# Dzwonek szerokolistny
Dzwonek szerokolistny (Campanula latifolia L.) – gatunek rośliny z rodziny dzwonkowatych (Campanulaceae).

## Rozmieszczenie geograficzne
Występuje w zachodniej i środkowej Azji (od Syberii po Indie) i w Europie. W Polsce jest rozproszony w północnej i zachodniej części kraju, poza tym bardzo rzadki. W południowo-wschodniej części kraju rośnie na pojedynczych stanowiskach w Bieszczadach, skąd podany został z: doliny Tworylczyka, Działu, Moczarnego, doliny Rzeczycy, Bukowego Berda i Tarnawy Niżnej.

## Morfologia

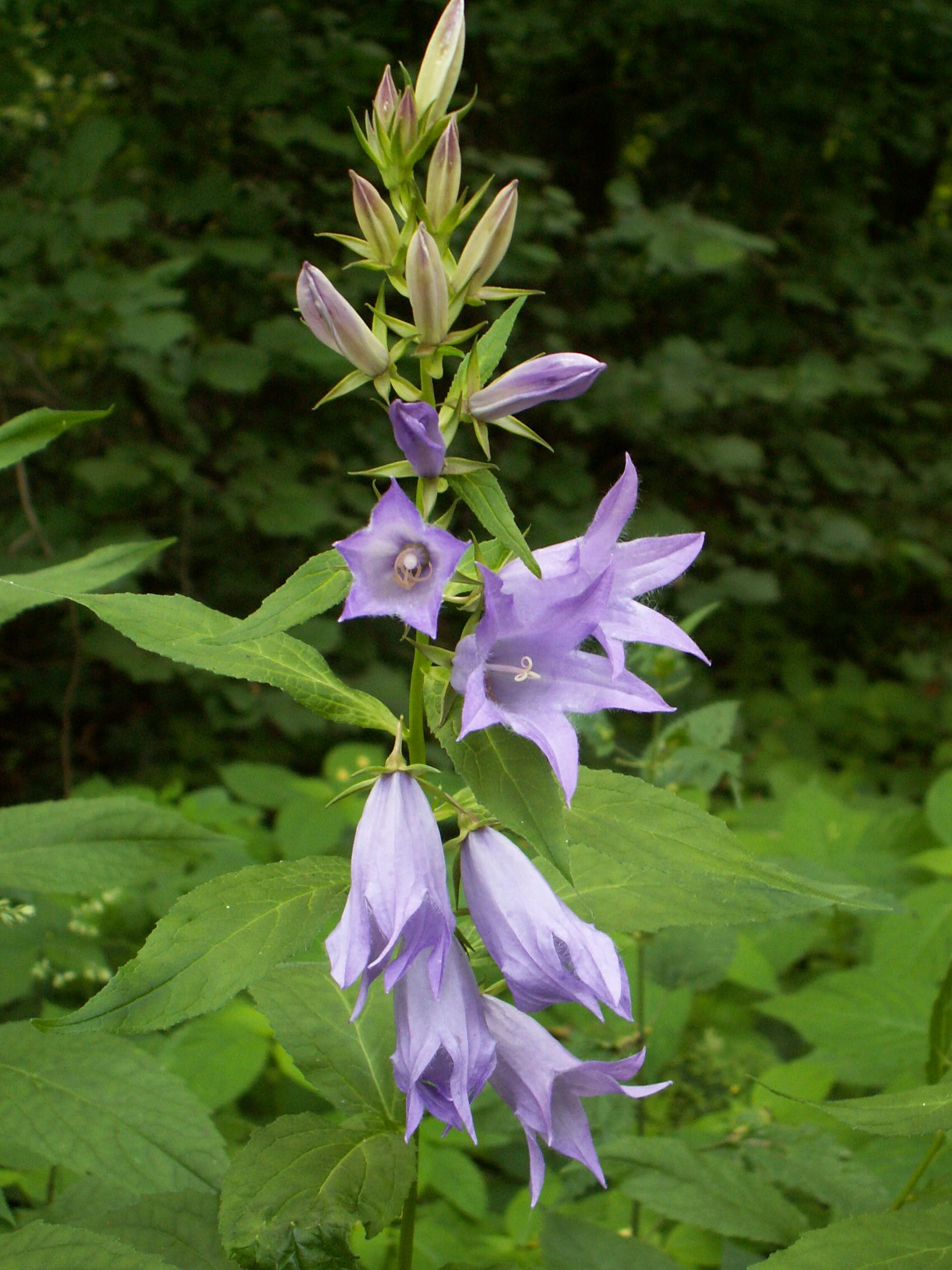
Kwiatostan

ŁodygaWzniesiona, podłużnie żeberkowana o zbiegających listewkach, w dolnej części miękko owłosiona. Wysokość 50–100 (150) cm.
LiścieUlistnienie skrętoległe. Liście odziomkowe na krótkich, oskrzydlonych ogonkach. Mają podługowato-jajowatą blaszkę i zaokrągloną lub klinowatą nasadę. Są miękko owłosione i wyraźnie karbowane lub piłkowane. Przysadki nieznacznie zmniejszające się ku górze.
KwiatyWyrastają z kątów przysadek pojedynczo lub po 2–3 na szypułkach o długości do 1 cm, są wzniesione lub odstające. Korona jasnofioletowa lub niebieska, o długości 4–6 cm. Działki kielicha nie odgięte do tyłu i nie połączone ze sobą rąbkiem, we wcięciach międzydziałkowych brak wyrostków. Słupek dolny z szyjką i 3 znamionami. Pręcików 5. Mają nitki równowąskie i dołem spłaszczone.
OwoceOtwierająca się 3 otworkami u nasady torebka.

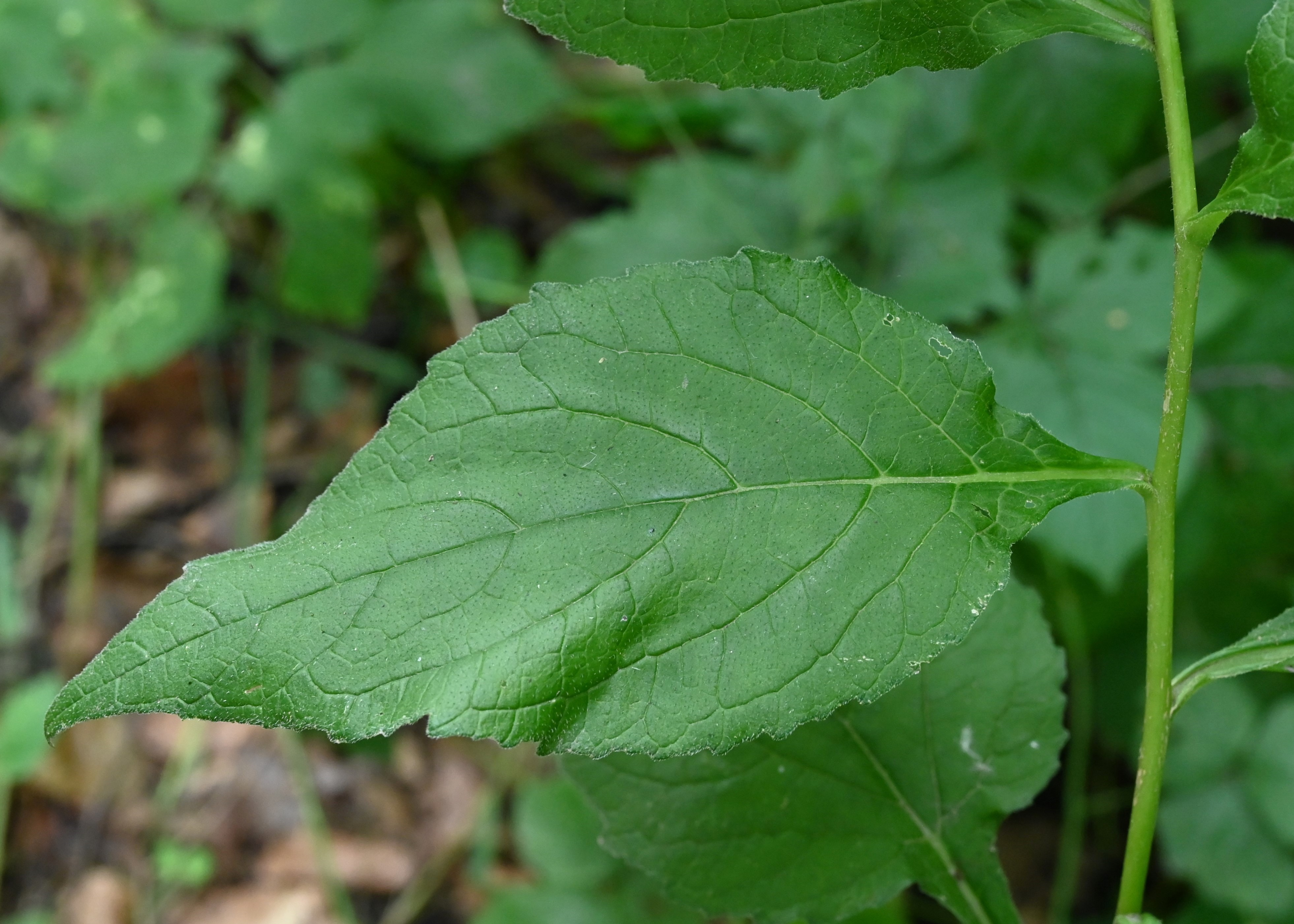
Liść
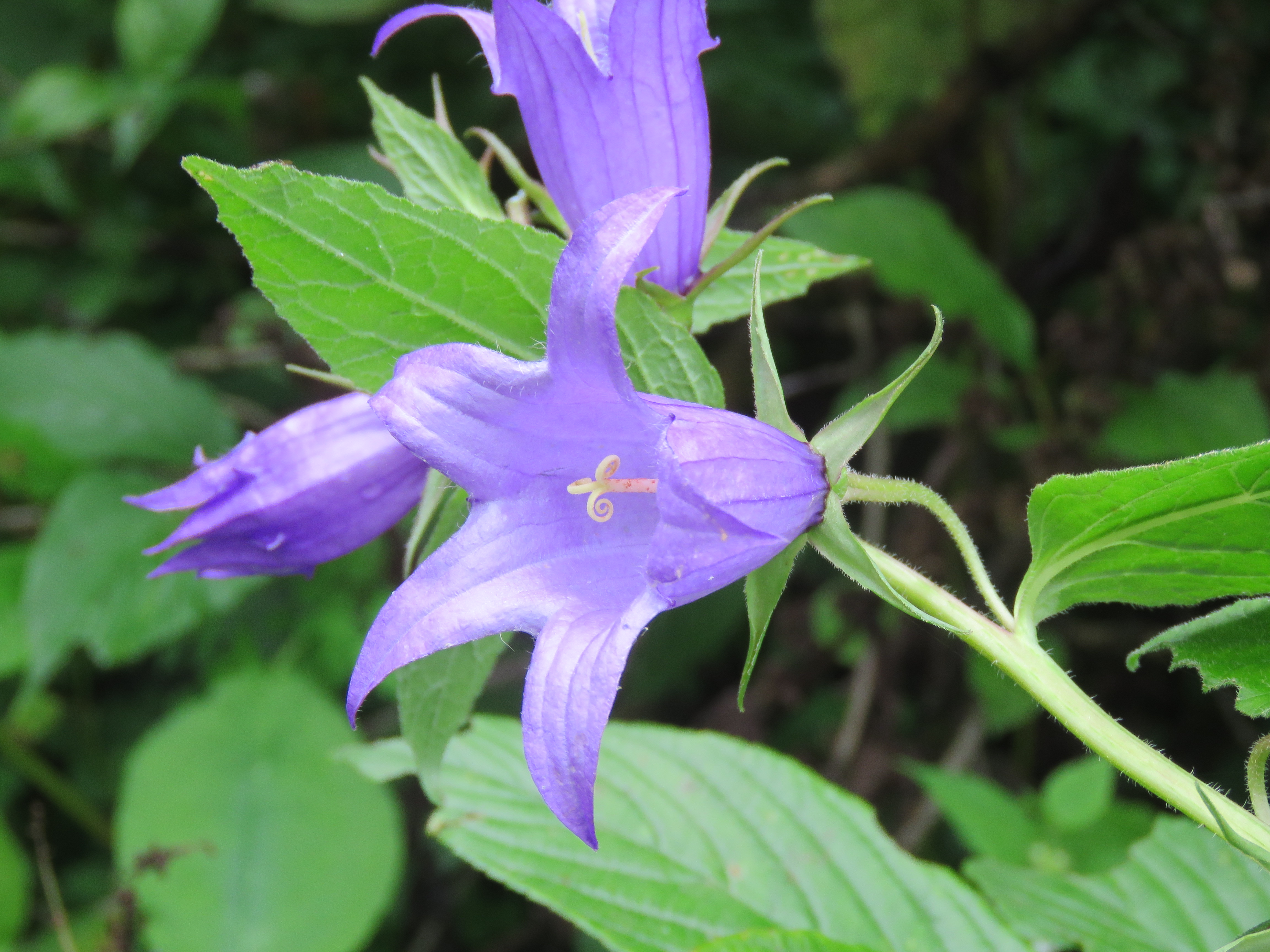
Kwiat
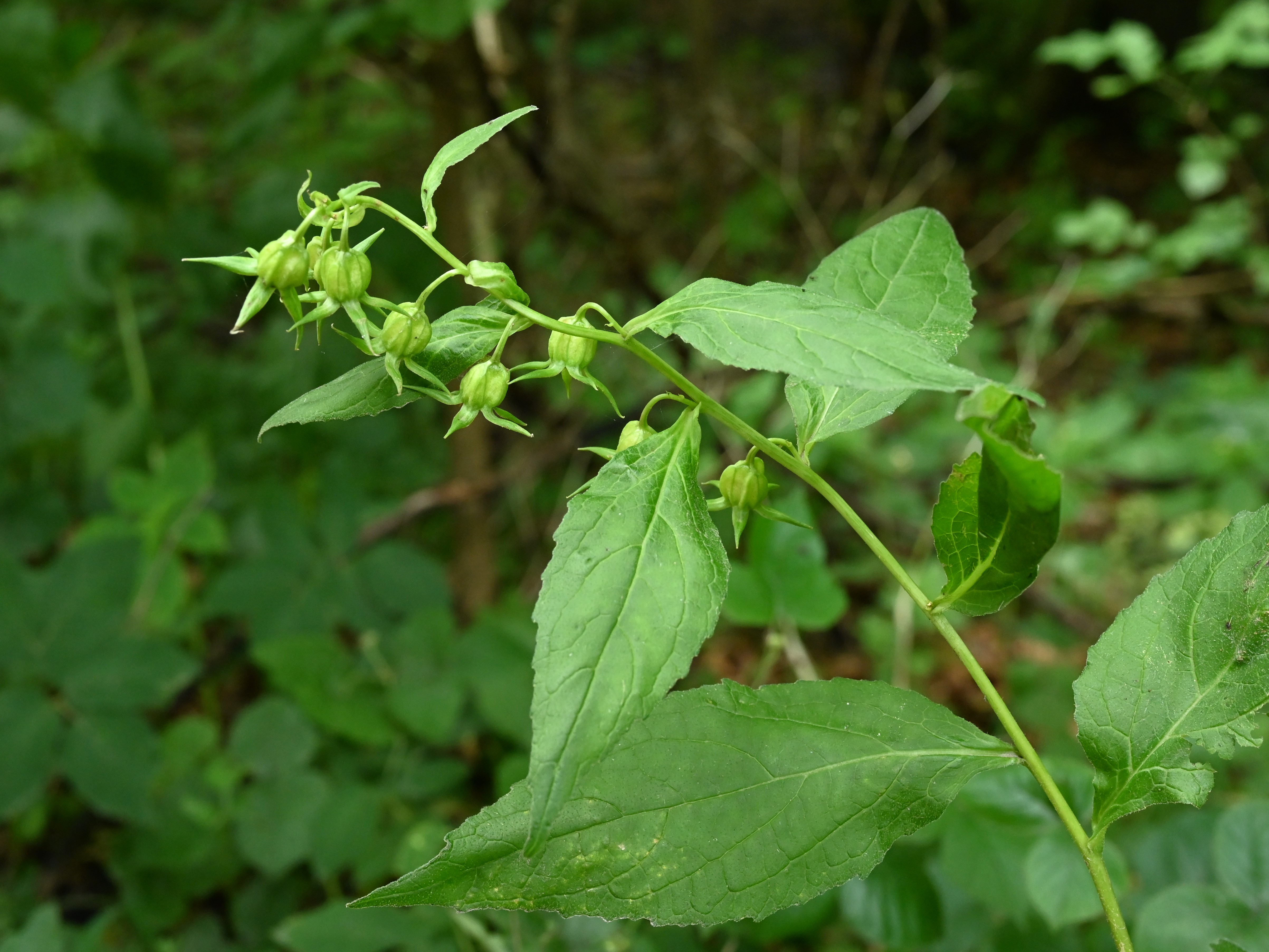
Owoce

Gatunek podobnyW podobnych siedliskach rośnie podobny, znacznie bardziej rozpowszechniony w Polsce, dzwonek pokrzywolistny Campanula trachelium. Różni się on sztywno, szczeciniasto owłosioną i ostrokanciastą łodygą; liśćmi odziomkowymi długoogonkowymi, z sercowatą nasadą i szczeciniastym owłosieniem, działkami kielicha połączonymi rąbkiem; usytuowaniem dwóch listków przykwiatowych u nasady szypułki.

## Biologia i ekologia
Bylina, hemikryptofit. Kwitnie od czerwca do sierpnia. Rośnie w liściastych lasach i zaroślach, nad potokami. W klasyfikacji zbiorowisk roślinnych gatunek wyróżniający dla zbiorowiska Acer platanoides-Tilia cordata. Roślina rośnie doskonale na żyznych i umiarkowanie wilgotnych glebach. Wymaga słońca lub półcienia. Roślina ta rośnie najlepiej pod koronami drzew, wśród krzewów i w wielogatunkowych kępach różnych roślin. Liczba chromosomów 2n = 34.
Gatunek zróżnicowany na dwa podgatunki:
- Campanula latifolia subsp. latifolia – występuje w całym zasięgu gatunku
- Campanula latifolia subsp. megrelica (Manden. & Kuth.) Ogan. – rośnie w Kaukazie

## Zagrożenia i ochrona
W latach 2004–2014 roślina podlegała w Polsce ochronie ścisłej. Od 2014 roku jest objęta ochroną częściową. Gatunek umieszczony na Czerwonej liście roślin i grzybów Polski (2006) pośród gatunków narażonych na wyginięcie (kategoria zagrożenia V). W wydaniu z 2016 roku otrzymał kategorię NT (bliski zagrożenia). Obserwuje się spadek liczby stanowisk dzwonka szerokolistnego w Polsce oraz spadek liczebności na potwierdzonych stanowiskach. Ogólną liczbę stanowisk w kraju określa się jako małą – do stu (stan na 2019). Źródłem zagrożenia może być niszczenie jego siedlisk. 

## Zastosowanie
Jest uprawiany jako roślina ozdobna. Nadaje się do ogrodów skalnych, na rabaty i na kwiat cięty. Najlepiej rośnie na wilgotnej, żyznej i przepuszczalnej glebie, w pełnym słońcu lub w częściowym zacienieniu. Rozmnaża się z nasion wysiewanych jesienią, lub wiosną przez podział bryły korzeniowej lub przez sadzonki z podstawy pędów. Strefy mrozoodporności 5-9.